# Chicago-digest
Pour plus de détails, voir Fiche technique et Distribution.
Chicago-digest est un court métrage français de 1951 réalisé par Paul Paviot, sorti en 1952.

## Synopsis
Parodie des films de gangsters américains où tous les ingrédients et mythes du genre sont gaillardement repris et amplifiés.

## Fiche technique
- Titre : Chicago-digest
- Réalisation : Paul Paviot
- Scénario et dialogues : Louis Sapin et Albert Vidalie
- Photographie : Jean-Serge Bourgoin
- Musique : Stephan Goldmann et Guy Longnon
- Société de production : Pavox Films
- Société de distribution : Les Films Marceau
- Format : Noir et blanc - 1,37:1 - 35 mm - Son mono
- Genre : Court métrage comique
- Durée : 28 minutes
- Date de sortie : 
  - France : 1952 (Visa délivré le 24 juillet 1951)

## Distribution
- Daniel Gélin : Coffino
- Anne Campion : Dolly Sweety
- Michel Piccoli : Slim Spring
- Maria Riquelme : Jenny Machefer
- Robert Lombard :  Un « Big-Big »
- Philippe Kellerson : Hugues Pipe
- Marc Boussac :  Un « Big-Big »
- Stephan Goldmann : Le barman
- Roger Pigaut
- R.J. Chauffard
- Jean Desailly